# Vilaboa

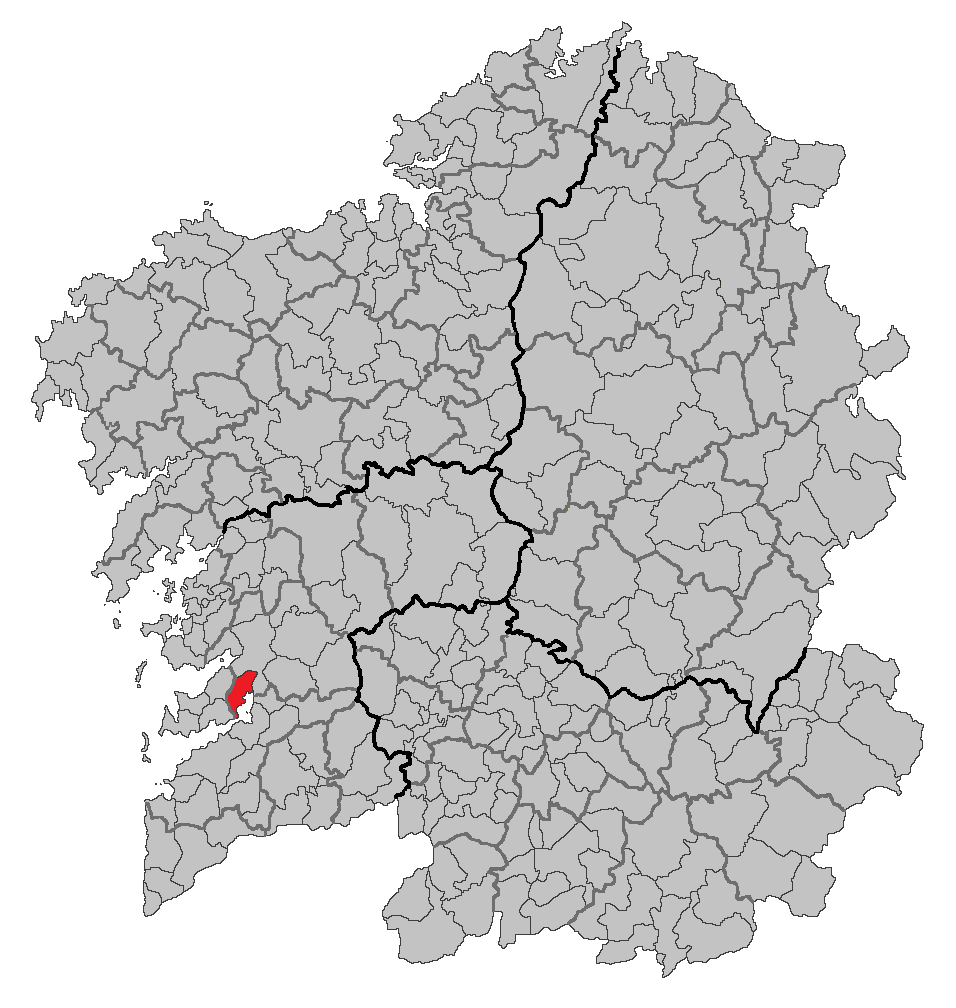
Vilaboa, Pontevedra, Galizia

Vilaboa è un comune spagnolo di 5 735 abitanti situato nella comunità autonoma della Galizia.